# Pasquale Paoli
Filippo Antonio Pasquale di Paoli (Pascal Paoli, 6 tháng Tư 1725-5 tháng 2 năm 1807), là một nhà lãnh đạo Corse, Tổng thống Hội đồng Chấp pháp của Đại nghị hội Nhân dân Corse, dưới sự bảo hộ của Cộng hòa Genoa. Năm 1768 Pháp chiếm đóng Corse, và Paoli lãnh đạo một cuộc kháng cự nhưng bị thất bại, và đi đày sang Pháp. Ông trở lại sau khi Cách mạng Pháp bùng nổ. Ông ban đầu ủng hộ cách mạng nhưng sau đó liên kết với người Anh, lập nên Vương quốc Anh-Corse tồn tại trong những năm 1794-1796. Người Pháp tái chiếm đảo này và ông đi đày sang Anh một lần nữa cho tới lúc qua đời vào năm 1807.